# Venta del Moro
Venta del Moro község Spanyolországban, Valencia tartományban. Venta del Moro Caudete de las Fuentes, Fuenterrobles, Requena, Villargordo del Cabriel, Casas-Ibáñez, Villamalea, Minglanilla és Iniesta községekkel határos. Lakosainak száma 1158 fő (2024).

## Népesség
A település népessége az utóbbi években az alábbiak szerint változott:
| Lakosok száma | 1576 | 1493 | 1455 | 1497 | 1443 | 1400 | 1277 | 1207 | 1180 | 1158 |
|               | 2001 | 2004 | 2007 | 2009 | 2012 | 2014 | 2017 | 2019 | 2022 | 2024 |